# Contea di Houston (Georgia)
La contea di Houston (in inglese Houston County) è una contea dello Stato della Georgia, negli Stati Uniti. La popolazione al censimento del 2000 era di 110 765 abitanti. Il capoluogo di contea è Perry.
Va notato che la pronuncia corretta di questa contea è haʊstən (in italiano suonerebbe come Hàuston) e non hjustən (Hiùston) come la città di Houston, Texas sede della NASA.